# 紀伊國屋ホール
紀伊國屋ホール（きのくにやホール、英語：Kinokuniya hall）は、東京都新宿区にある劇場である。1964年（昭和39年）に開場した。ル・コルビュジエに師事したモダニズム建築家、前川國男による設計。

## 概要
紀伊國屋書店本店（紀伊國屋ビルディング）の4階にあり、客席数は427席となっている。
下北沢の本多劇場とならぶ小劇場演劇の聖地だが、月1回「紀伊國屋寄席」も行われる。開場当時から今日まで、舞台俳優を志した者なら一度は立ってみたい劇場として名の挙がる劇場である。文学座、俳優座、劇団民藝、演劇集団 円、こまつ座、劇団東京ヴォードヴィルショーなど、日本を代表する劇団が公演。現在は活動していない夢の遊眠社や第三舞台などの人気劇団もかつて公演を行っており、劇団だけでなく、1978年にはYMOもコンサートを実施したことがある。
なお、タカシマヤタイムズスクエア南館にあるBooks Kinokuniya Tokyoにも、「紀伊國屋サザンシアター TAKASHIMAYA」という劇場が併設されている。
2003年には、第51回菊池寛賞を受賞した。
2017年には、紀伊國屋ビルとして東京都選定歴史的建造物に選定された。同年にDOCOMOMO JAPAN選定 日本におけるモダン・ムーブメントの建築にも選定された。

### 紀伊國屋書店の文化を象徴
かつての支配人の金子和一郎が小劇団を回って、紀伊國屋で演劇を上演するよう声を掛け続けた。その結果、紀伊國屋ホールは「新劇の甲子園」と呼ばれるようになり、若い演劇人の憧れの劇場になった。だが公的補助はなく、仮にホールが満員になっても劇場を黒字化するのは困難な上、10年に1度は必要な照明・音響などの取替のたびに億単位の費用を要するため、書店経営の利益をホールの運用に回す状況となっている。だが紀伊國屋書店社長の高井昌史は紀伊國屋ホールは紀伊國屋の文化の中で最大のものであり、紀伊國屋の文化継承も経営だとの考えのもと、ホールを守り続けたい意向を示している。
2021年に改装が行われており、
2023年1月には紀伊國屋ホールを含む全館のリニューアルが完成。

## 沿革

### 年表
- 1964年（昭和39年） - 竣工した紀伊國屋ビル（地上9階、地下2階）の4階に「紀伊國屋ホール」開場し、紀伊國屋寄席も開始[1]
- 1966年 - 紀伊國屋演劇賞を創設[1]
- 1996年（平成8年） - タカシマヤタイムズスクエアに紀伊國屋書店の新宿南店が開店、紀伊國屋サザンシアター開場[1]
- 2003年 - 紀伊國屋ホールに菊池寛賞。受賞理由は「開場以来、多くの若い演劇人に表現の場を与え、日本の演劇や落語などを地道に育てた功績」[1]
- 2014年 - 紀伊國屋ビル竣工50周年[1]
- 2021年 - 2月より改装工事を実施[4]

## エピソード
紀伊國屋演劇賞の受賞者でもある劇作家の井上ひさしは遅筆のため、紀伊國屋ホールでの公演も初日が延びたり中止になったりしたことがあった。だが当時の紀伊國屋書店社長の松原治は「井上先生だから待て」と指示。次の公演でホールを貸しており、「良質な演劇を提供したい」という信念を持っていた。

## アクセス
- JR東日本・京王電鉄京王線・小田急電鉄小田原線「新宿駅」東口（出口）より徒歩3分（京王、小田急の場合の改札口は中央東口）
- 東京メトロ「新宿三丁目駅」B7・B8出口より徒歩1分